# Göran Lannegren
Göran Sigfrid Lannegren, född 17 april 1942 i Malmö Karoli församling i Malmöhus län, död 3 september 2022, var en svensk ämbetsman.

## Biografi
Lannegren avlade filosofie kandidatexamen vid Lunds universitet 1966, varpå han var extra universitetslektor där 1966–1968 och biträdande sekreterare i Litteraturutredningen 1969–1973. Åren 1974–1991 tjänstgjorde han vid Utbildningsdepartementet: som departementssekreterare 1974–1981, med titeln kansliråd från 1980 och som departementsråd och chef för Medieenheten 1981–1991. Lannegren var därefter departementsråd och chef för Medieenheten vid Kulturdepartementet 1991–1994 och generaldirektör och chef för Statens kulturråd 1995–2001.
Han gifte sig med Helena Nilsson Lannegren 1992 och var gift med denna fram till sin död.